# Goran Šaula
Goran Šaula (nacido el 1 de septiembre de 1970 en Novi Sad, Serbia) es un ex-futbolista serbio. Jugaba de defensor y su primer club fue el FK Vojvodina.

## carrera
Comenzó su carrera en 1990 jugando para el FK Vojvodina. Jugó para ese club hasta 1996. En ese año se fue a España para sumarse a la SD Compostela, club en el cual se retiró en 2000.

## Selección nacional
Ha sido internacional con la Selección de fútbol de Serbia y Montenegro entre 1994 y 1996.

## Clubes
| Club          | País   | Año       |
| ------------- | ------ | --------- |
| FK Vojvodina  | Serbia | 1990-1996 |
| SD Compostela | España | 1996-2000 |